# Генк
Генк (нидерл. Genk) — город на востоке Бельгии, в Лимбурге, с населением 66,1 тыс. жит. (2018). Важная пристань на Альберт-канале между Антверпеном и Льежем.
Впервые упоминается под 1108 годом как владение Рольдукского аббатства. В 1365 году перешёл из рук графов Лоозских к епископам Льежским. На рубеже XX века это было живописное село с 2000 жителей, привлекавшее на выходные художников из Брюсселя.
Открытие в окрестностях Генка залежей высококачественного каменного угля привело к его ускоренной индустриализации. В 1960-е годы шахты закрылись и город перепрофилировался на автомобилестроение. На заводе Ford Motor Company работает много эмигрантов. В городе базируется одноимённый футбольный клуб.

## Культура
- В 2012 году бывшая угольная шахта «Ватерсхей» в городе Генк была выбрана местом проведения очередной биеннале Manifesta, которая каждый раз проводится в новом месте[1].
- В городе существует православный храм в честь Архангела Михаила под юрисдикцией УАПЦ в диаспоре (КП).

## Города-побратимы
- Тросдорф, Германия
- Франсистаун, Ботсвана
- Цешин, Польша
- Ыспарта, Турция